# گونار فیشر

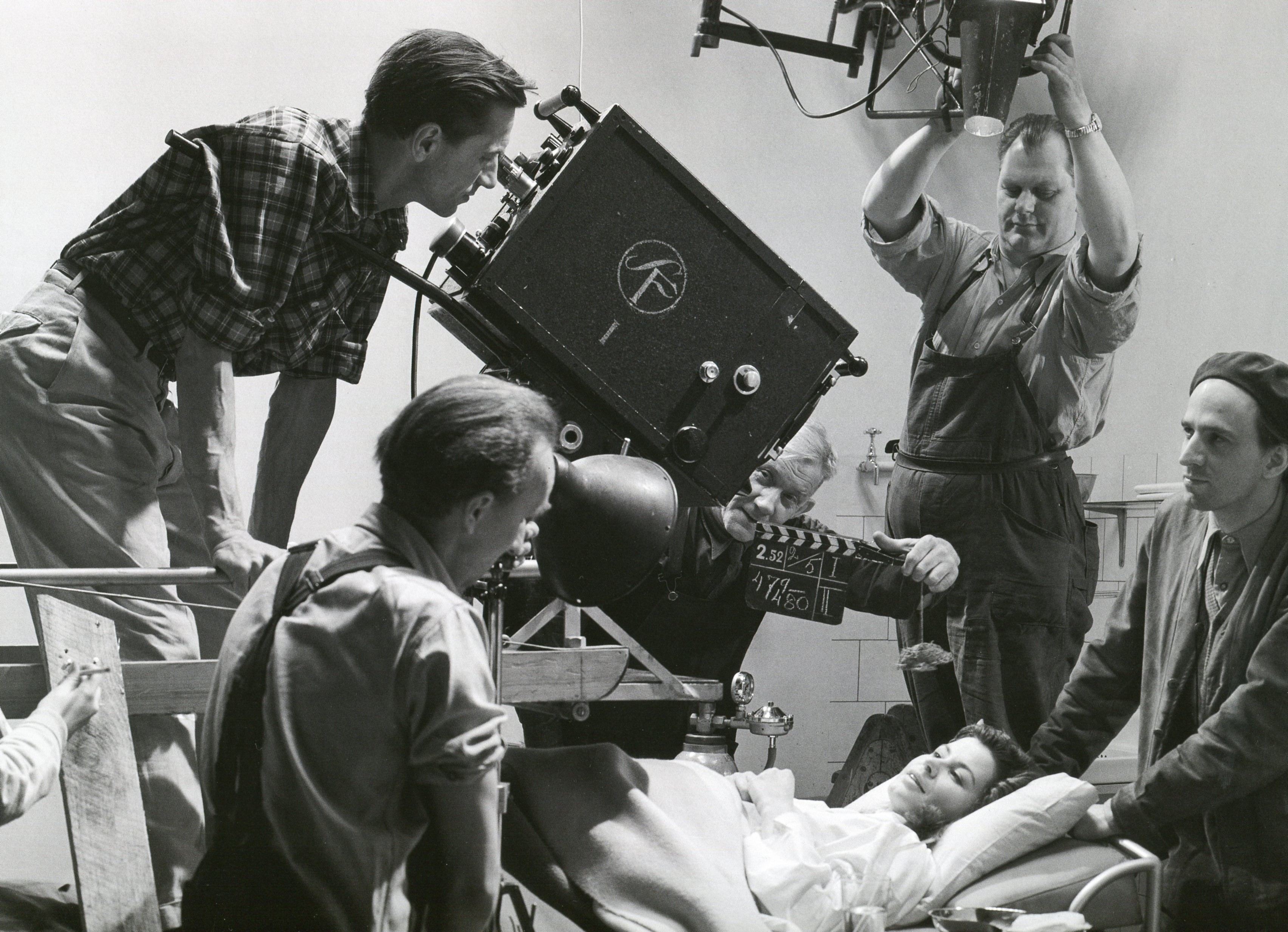
فیشر (پشت دوربین)، مای-بریت نیلسون (خوابیده) و اینگمار برگمان (راست) سر صحنه فیلم رازهای زنان، ۱۹۵۲

گونار فیشر (سوئدی: Gunnar Fischer؛ ۱۸ نوامبر ۱۹۱۰ – ۱۱ ژوئن ۲۰۱۱) فیلم‌بردار اهل سوئد بود. یکی از دلایل شهرت او همکاری‌اش با کارگران نامدار سوئدی اینگمار برگمان است.

## گزیدهٔ فیلم‌شناسی
- یکی در میان جمع (۱۹۶۱)
- چشم اهریمن (۱۹۶۰)
- چهره (۱۹۵۸)
- توت‌فرنگی‌های وحشی (۱۹۵۷)
- مهر هفتم (۱۹۵۷)
- لبخندهای یک شب تابستانی (۱۹۵۵)
- تابستان با مونیکا (۱۹۵۳)
- رازهای زنان (۱۹۵۲)
- میان‌پرده‌های تابستانی (۱۹۵۱)
- به شادی (۱۹۵۰)
- تشنگی (۱۹۴۹)
- بندر سر راه (۱۹۴۸)